# Chaetodon robustus
Chaetodon robustus е вид бодлоперка от семейство Chaetodontidae. Видът не е застрашен от изчезване.

## Разпространение и местообитание
Разпространен е в Бенин, Габон, Гамбия, Гана, Гвинея, Гвинея-Бисау, Демократична република Конго, Екваториална Гвинея, Кабо Верде, Камерун, Кот д'Ивоар, Либерия, Мавритания, Нигерия, Сао Томе и Принсипи (Сао Томе), Сенегал, Сиера Леоне и Того.
Обитава крайбрежията на морета, заливи и рифове. Среща се на дълбочина от 19 до 70 m, при температура на водата около 22,5 °C и соленост 35,4 ‰.

## Описание
На дължина достигат до 14,5 cm.
Популацията на вида е стабилна.